# Salföld
Salföld è un comune dell'Ungheria di 62 abitanti (dati 2001). È situato nella contea di Veszprém.